# Mopleonus
Mopleonus là một chi bọ cánh cứng trong họ 
Elateridae.
Chi này được miêu tả khoa học năm 1935 bởi Fleutiaux.

## Các loài
Các loài trong chi này gồm:
- Mopleonus agriotides Laurent, 1966
- Mopleonus alluaudi (Fleutiaux, 1919)
- Mopleonus candezei (Fleutiaux, 1919)
- Mopleonus hirtus Laurent, 1966
- Mopleonus novus Fleutiaux, 1935
- Mopleonus somereni Fleutiaux, 1935